# Sonchus leptocephalus
Sonchus leptocephalus là một loài thực vật có hoa trong họ Cúc. Loài này được Cass. miêu tả khoa học đầu tiên năm 1830.